# Türkisztán
Türkisztán (kazakul: Түркістан, orosz nyelven: Туркестан, üzbégül: Turkiston, Туркистон, توركىستان) a kazahsztáni Türkisztán régió városa és közigazgatási központja a Szir-darja folyó közelében.

## Fekvése
Simkenttől 160 km-re északnyugatra fekvő település. Lakossága az 1999-es népszámláláskor 102 505, a 2009-es népszámláláskor 142 899, a 2019-es  népszámláláskor 164 746, 2021-ben 207 605 fő volt.

## Története

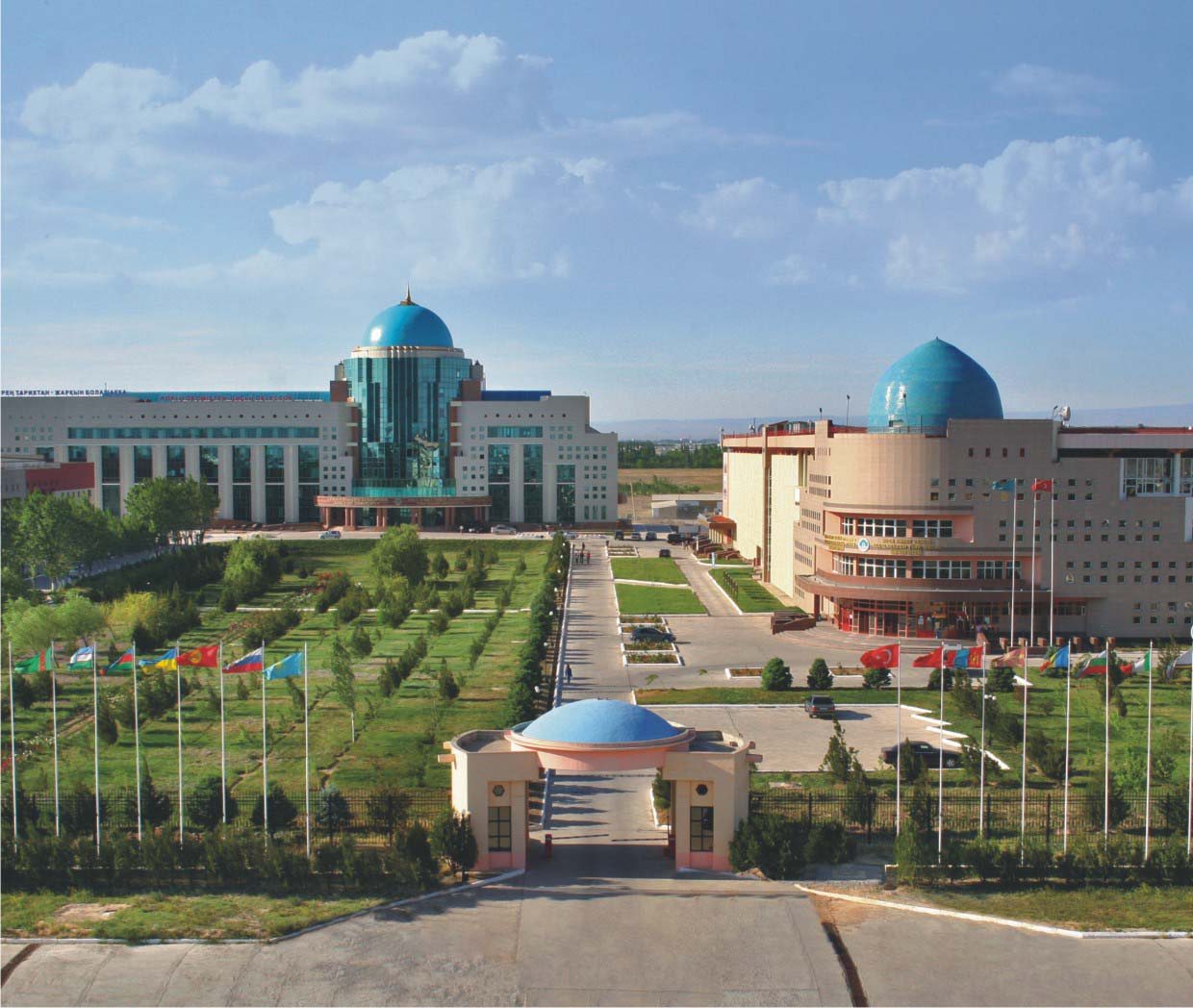
Az Ahmet Jaszavi Egyetem

Türkisztán Kazahsztán történelmi városainak egyike, régészeti emlékei a 4. századból származnak. 
A középkori város romjai a Szir-darja délkeleti részén fekszenek. A középkor és a korai korszakok legnagyobb részében Jaszi (Iasi, csagataj és perzsa: یسی) vagy Savgar (Shavgar, csagataj és perzsa: شاوغر) néven volt ismert, a 16–17. század óta Türkisztán vagy Hazrat. Mindkettő a „Hazrati Türkisztán” címből származik, amelynek szó szerinti jelentése „a Szent Türkisztanból”, és Kozsa Ahmet Jaszavira, Türkisztán szúfi sejkjére utal, aki a 11. században élt, és a városban van eltemetve.
A befolyása idején a város az iszlám a szellemiség és oktatás fontos központja lett a kazak sztyeppek népei számára.
Az oroszok ideérkezése előtt, a 19. században Türkisztán a Transzoxánia perzsa-iszlám oázis kultúrájának határán feküdt. A 15–18. században a Kazak̟ Kánság fővárosa lett. 1864-ben az oroszok hódították meg. 1917–18-ban rövid ideig a Turkesztáni Autonóm Szovjet Szocialista Köztársaság részévé vált.
A város több ezer zarándokot vonz. Egy helyi hagyomány szerint három türkisztáni zarándoklat felér egy mekkai zarándoklattal.

## Nevezetességek
- Kozsa Ahmet Jaszavi mauzóleuma -  a 15. században Timur Lenk parancsára emelték. A mauzóleum csodálatosan szép udvaraival és templomaival a középkori építészet remekművének számít. Falai díszítésének eleganciája, a mennyezet növényi díszítése, színes mozaikjai és majolikái megragadóak.

## Itt születtek, itt éltek
- Kozsa Ahmet Jaszavi sejk – szúfi költő, filozófus, a török népek szellemi atyja ebben a városban élt.

## Néhány  kép a városról

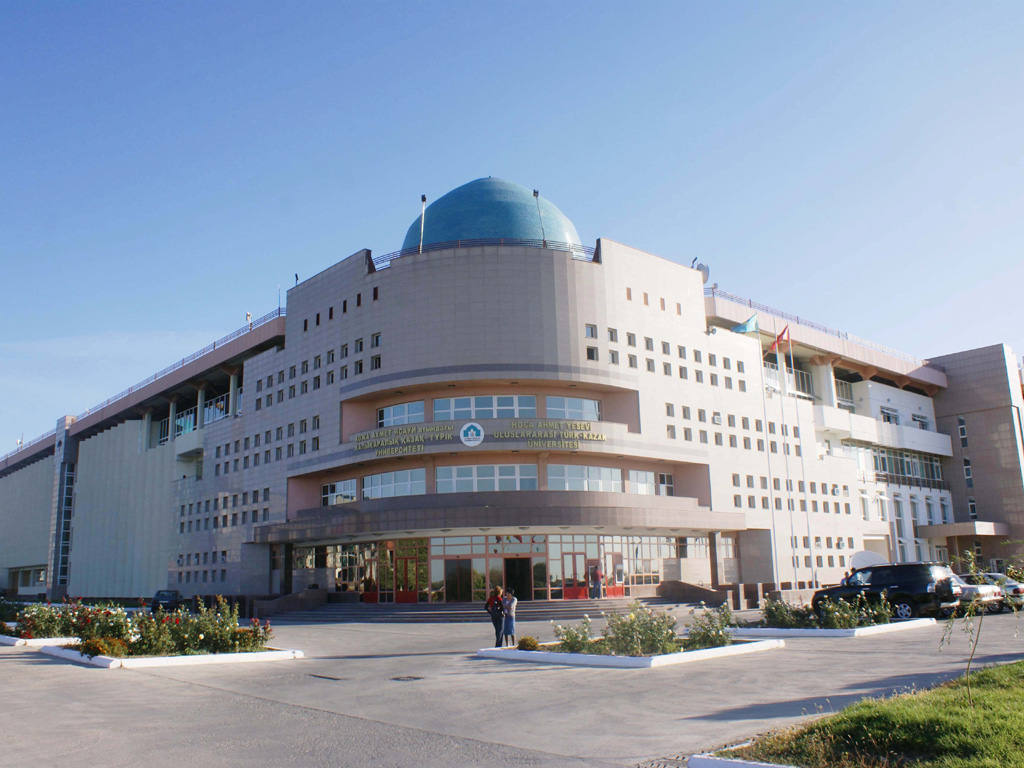
Az egyetem épületeinek részlete
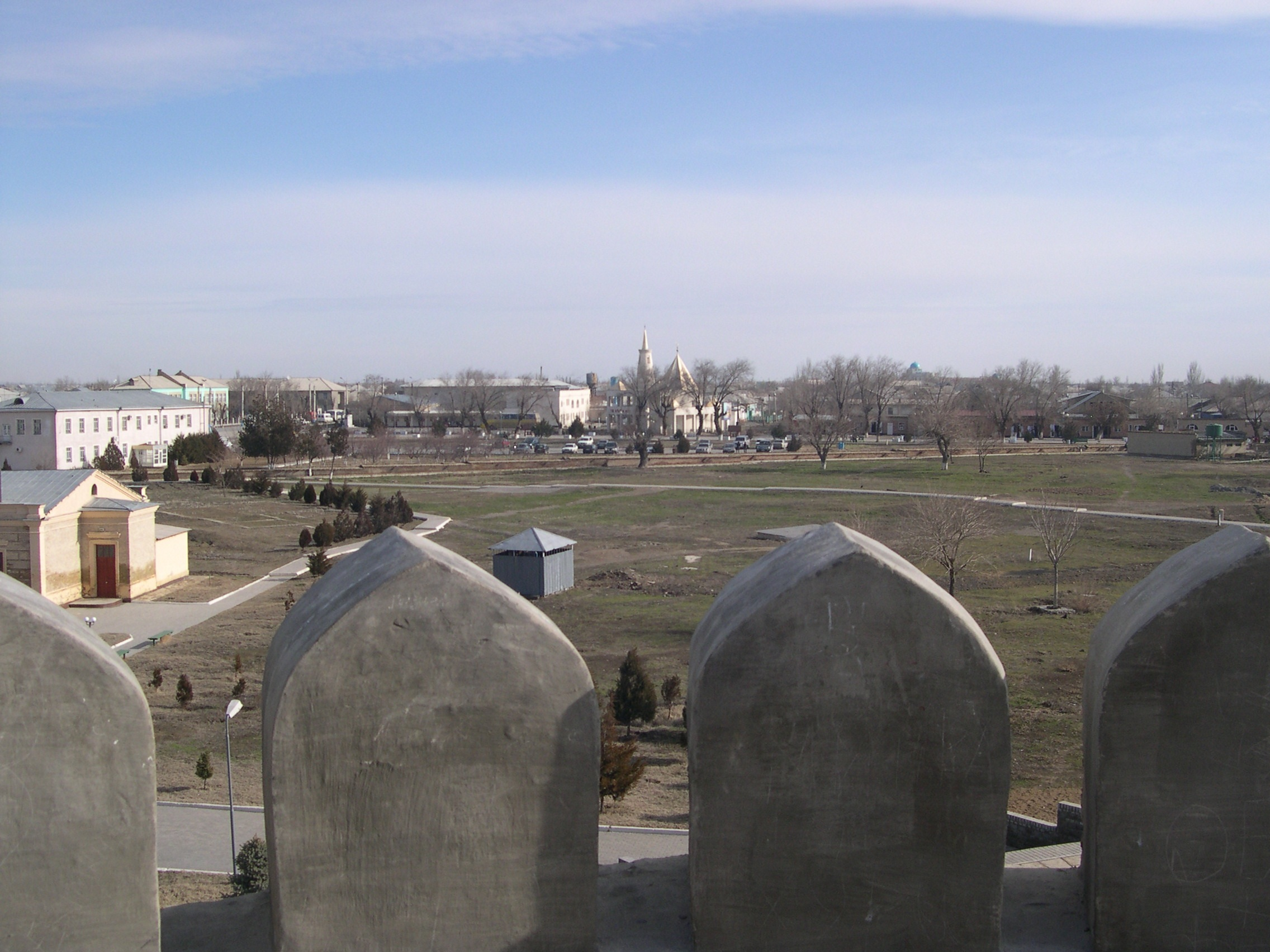
Kilátás a régi városfalról
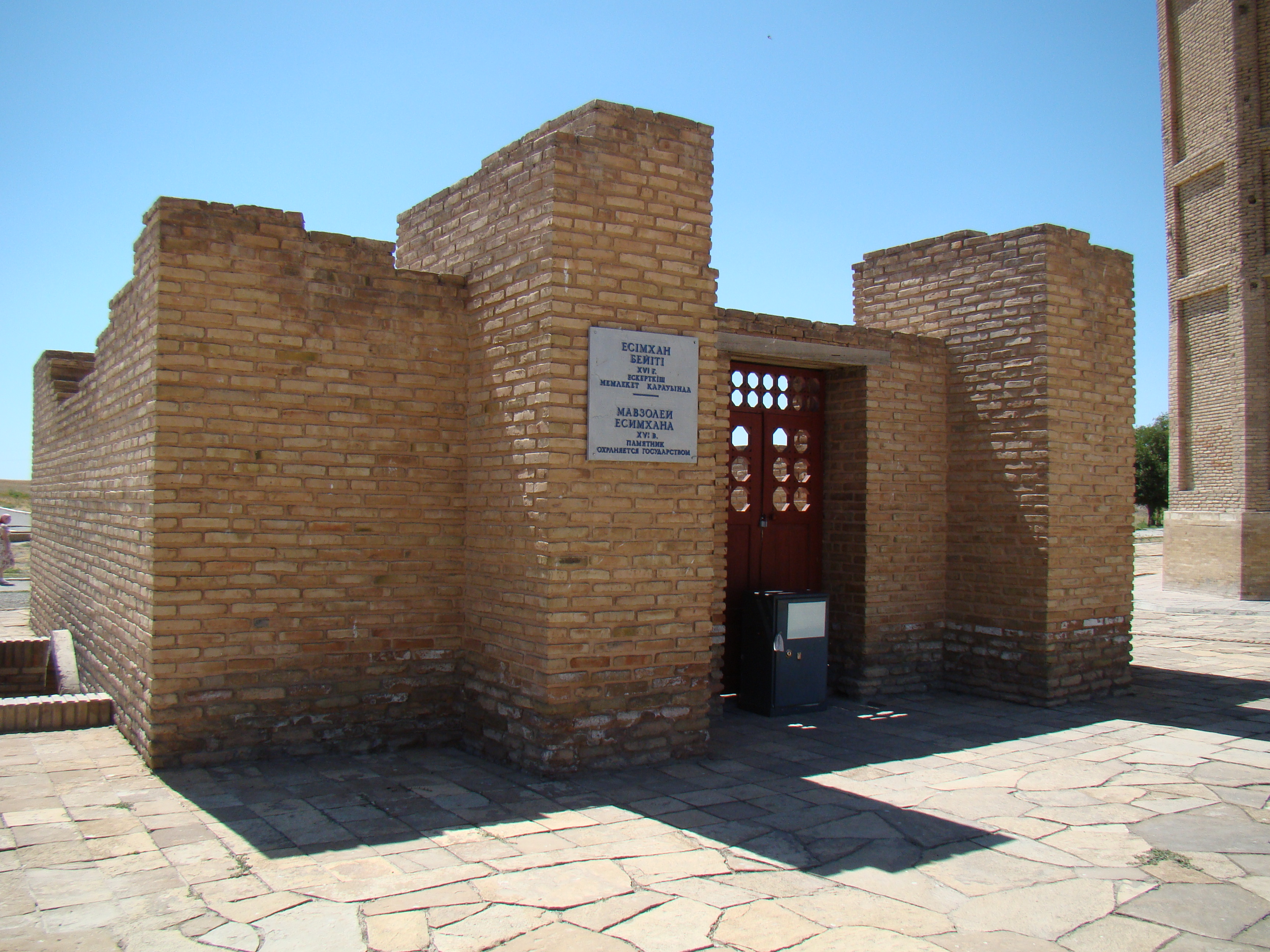
Jeszim kán mauzóleuma
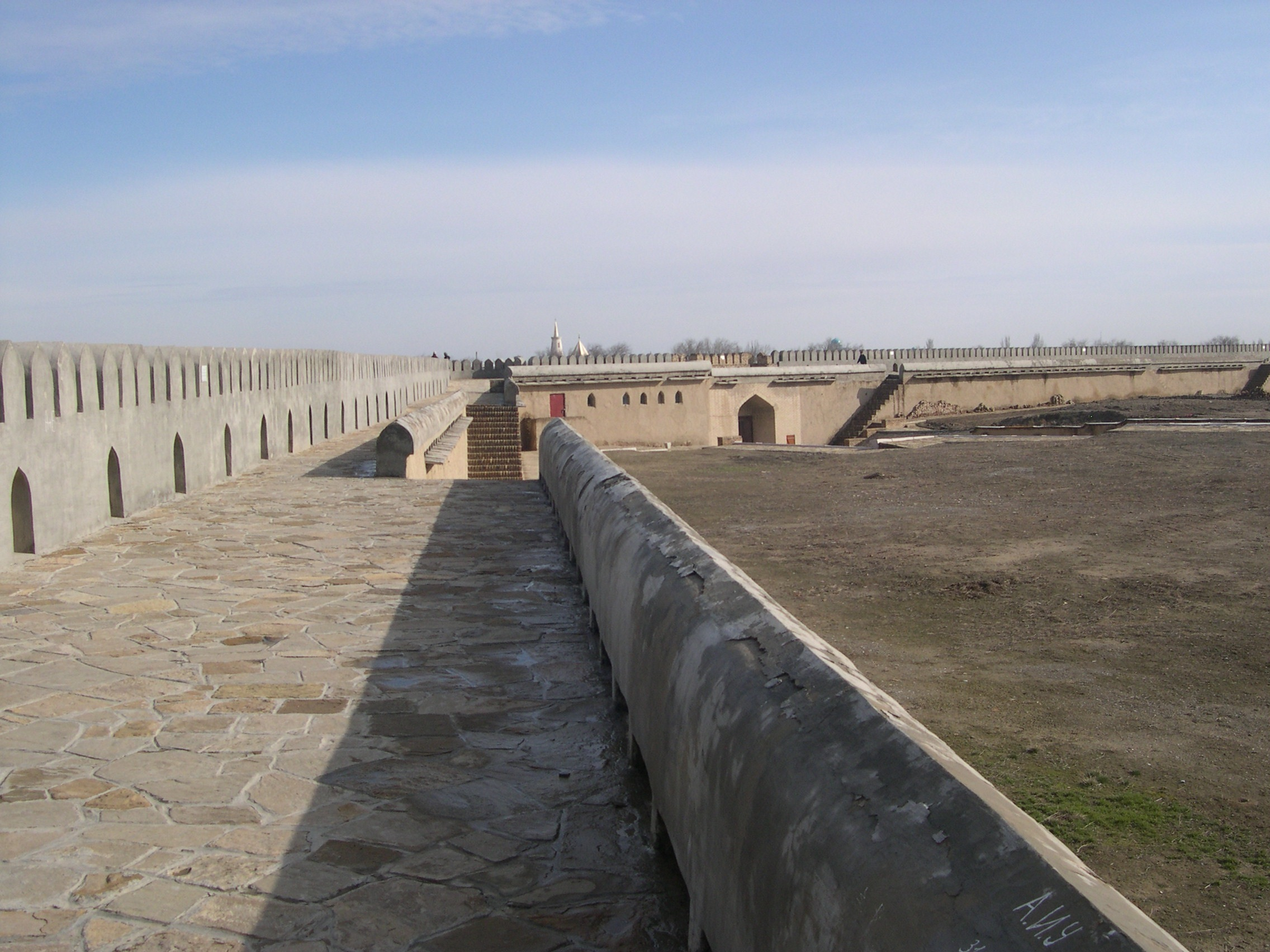
Türkisztán régi városfala
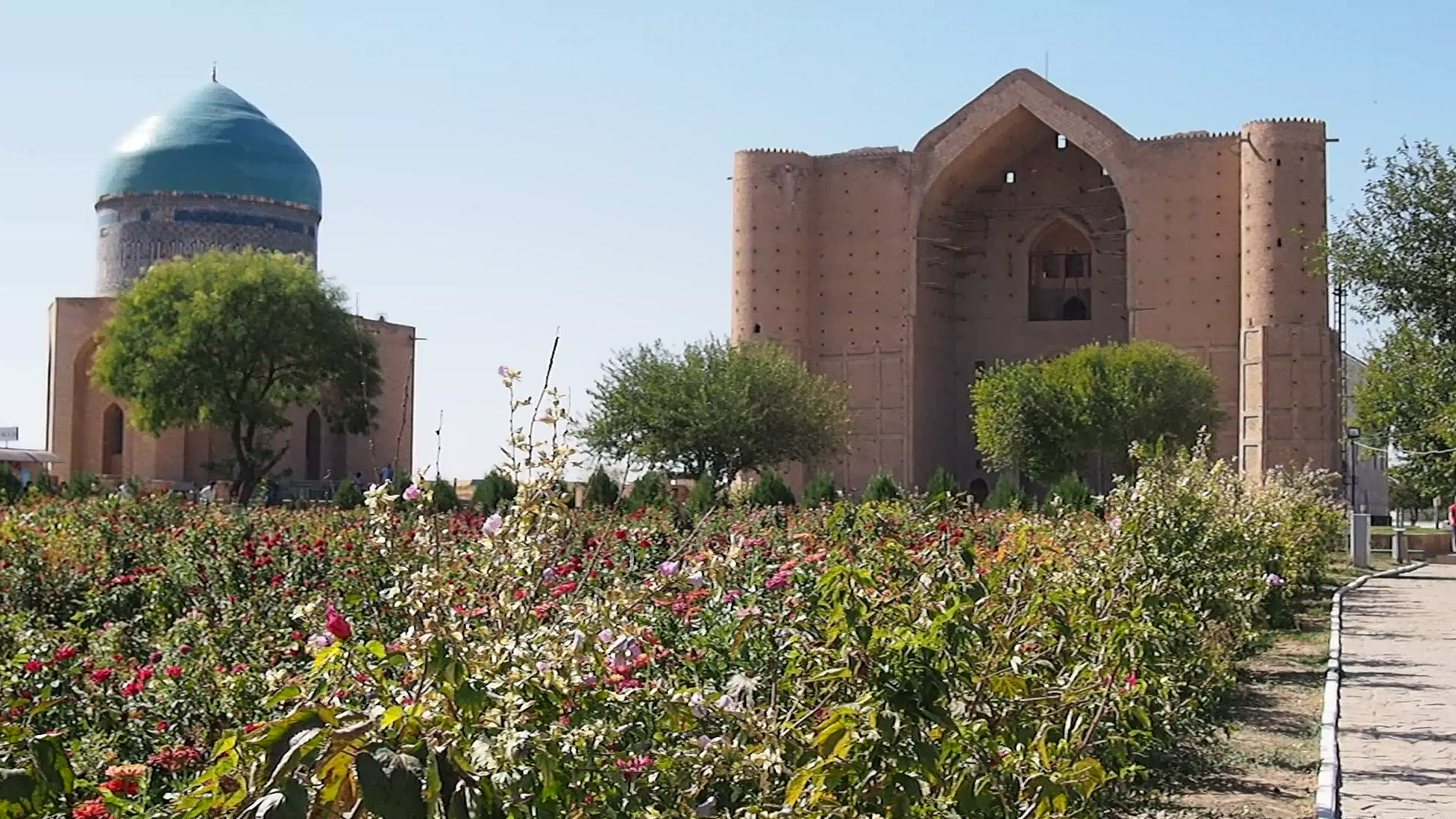
Rabiga Szultan Begim és Kozsa Ahmet Jaszavi mauzóleuma